# Boletus
I boleti (Boletus L., 1753) costituiscono un genere di funghi basidiomiceti a tubuli della famiglia Boletaceae, generalmente carnosi, a pori bianchi o colorati, possono avere carne immutabile oppure virante.

## Etimologia

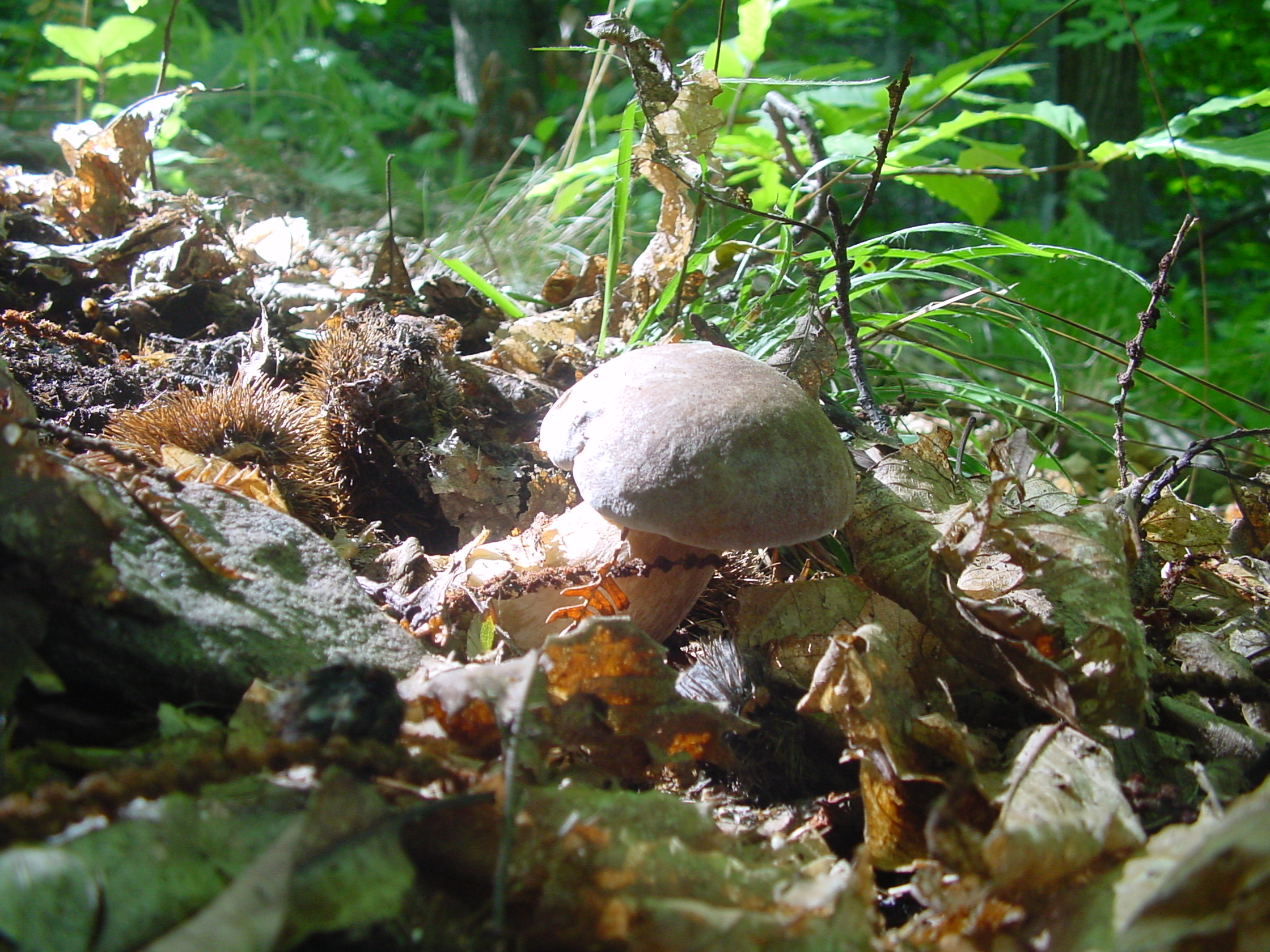
Boletus comunemente "Porcino", Sasso Pisano

Dal greco βωλήτης o βωλίτης e dal latino bōlētus, termine che tuttavia nella Roma antica stava ad indicare l'Amanita caesarea, fungo del tutto diverso dal nostro Boletus.

## Commestibilità
Il genere Boletus include diverse specie commestibili e particolarmente apprezzate come B. aereus, B. aestivalis e B. edulis, ma anche alcune specie tossiche come B. huronensis e B. sensibilis.

## Tassonomia

### Specie appartenenti al genereBoletus
La specie tipo del genere è Boletus edulis Bull. (1782), fanno parte di questo genere più di 100 specie, alcune delle più note sono:
| - Boletus aereus Bull. 1789 - Boletus auripes Peck 1898 - Boletus barragensis Grgur. 1997 - Boletus barrowsii Thiers & A.H.Sm. 1976 - Boletus chippewaensis A.H.Sm. & Thiers 1971 - Boletus edulis Bull. 1782 - Boletus fibrillosus Thiers 1975 - Boletus luridellus (Murrill 1938) Murrill 1938 - Boletus pinophilus Pilát & Dermek 1973 | - Boletus reticulatus Schaeff. 1774 syn. Boletus aestivalis (Paulet 1793) Fr. 1838 - Boletus rex-veris D.Arora & Simonini 2008 - Boletus sensibilis Peck 1880 - Boletus smithii Thiers 1965 - Boletus subvelutipes Peck 1889 - Boletus variipes Peck 1888 - Boletus vermiculosoides A.H.Sm. & Thiers 1971 |

### Sinonimi
- Ceriomyces Murrill, Mycologia 1(4): 140 (1909)
- Dictyopus Quél., Enchir. fung. (Paris): 159 (1886)
- Oedipus Bataille, Bull. Soc. Hist. nat. Doubs 15: 33 (1908)
- Suillus P. Micheli ex Adans., Familles des plantes 2 (1763)
- Suillus Haller ex Kuntze, Revis. gen. pl. (Leipzig) 3(2): 534 (1898)
- Tubiporus P. Karst., Revue mycol., Toulouse 3(no. 9): 16 (1881)
- Versipellis Quél., Enchir. fung. (Paris): 157 (1886)
- Xerocomopsis Reichert, Palest. J. Bot., Rehovot Ser. 3: 229 (1940)
- Xerocomus Quél., in Mougeot & Ferry, Fl. Vosges, Champ.: 477 (1887)